# Caledoniscincus festivus
Espèce
Synonymes
- Lygosoma austrocaledonicum festivum Roux, 1913
- Lygosoma austrocaledonicum intermedium Roux, 1913

Statut de conservation UICN

 LC  : Préoccupation mineure
Caledoniscincus festivus est une espèce de sauriens de la famille des Scincidae.

## Répartition
Cette espèce est endémique de Grande Terre en Nouvelle-Calédonie.

## Publication originale
- Roux, 1913 : Les reptiles de la Nouvelle-Calédonie et des îles Loyalty in Sarasin & Roux, 1913 : Nova Caledonia, Recherches scientifiques en Nouvelle-Calédonie et aux Iles Loyalty. Zoologie, C.W. Kreidel’s Verlag, Wiesbaden, vol. 1, p. 79-160 (texte intégral).